# Niet-openbare aanbesteding
Een niet-openbare aanbesteding betekent niet dat de aanbesteding niet openbaar in te zien is, maar dat het een aanbesteding met voorselectie betreft. Dit kan zowel bij een Europese aanbesteding als bij een nationale aanbesteding plaatsvinden.
Het tegenovergestelde van een aanbesteding volgens de niet-openbare procedure, is een aanbesteding volgens een openbare procedure. Hierbij zal geen voorselectie plaatsvinden, maar kan iedereen inschrijven.